# Vladimir Latin
Vladimir Latin (* 30. Mai 1985 in Narva) ist ein estnischer Ruderer.

## Sportliche Erfolge
Seinen ersten internationalen Einsatz hatte Latin bei den Junioren-Weltmeisterschaften 2003 in Athen. Er belegte dort im Doppelzweier mit Oleg Dmitrijev den 20. Platz. 2004 verpasste das Duo bei der U23-Weltregatta mit dem vierten Platz knapp eine Medaille. Dies gelang ihnen jedoch bei den U23-Weltmeisterschaften in Amsterdam, wo sie die Bronzemedaille gewinnen konnten. 2006 startete Latin mit Leonid Gulov bei der Weltmeisterschaft in Eton. Sie schieden jedoch frühzeitig aus und belegten nur den 20. Platz. Im folgenden Jahr wechselte Latin in den estnischen Doppelvierer. In der Besetzung Igor Kuzmin, Vladimir Latin, Allar Raja, Kaspar Taimsoo belegte das Boot bei den Ruder-Weltmeisterschaften 2007 in Oberschleißheim den achten Platz. Bei den Europameisterschaften wurden sie Fünfte. Bei den Olympischen Sommerspielen 2008 in Peking verpassten sie erneut das A-Finale und wurden Neunte. Latin startete bei den Europameisterschaften 2008 in Athen mit Kaspar Taimsoo im Doppelzweier. Das Duo erkämpfte sich dort die Silbermedaille. Zusammen mit Andrei Jämsä, Igor Kuzmin und Tõnu Endrekson gewann Latin bei den Europameisterschaften in Brest die Bronzemedaille. Bei den Ruder-Weltmeisterschaften 2009 wurden sie Zehnte.